# Condylostylus furcatus
Condylostylus furcatus är en tvåvingeart som först beskrevs av Van Duzee 1915.  Condylostylus furcatus ingår i släktet Condylostylus och familjen styltflugor. Inga underarter finns listade i Catalogue of Life.